# Ludwig Kachel (Graveur)

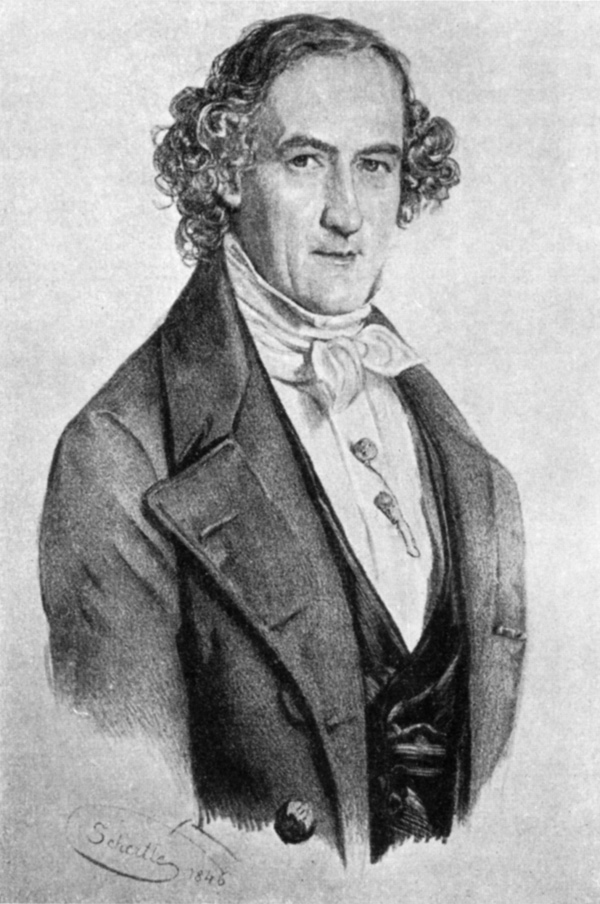
Ludwig Kachel, Lithografie von Schertle (1846)

Ludwig Kachel (* 18. August 1791 in Ludwigsburg; † 7. Februar 1878 in Karlsruhe) war ab 1836 badischer Münzrat, außerdem ab 1846 auch 20 Jahre lang Präsident des badischen Kunstvereins. Signatur: K; KCHL; KACHEL.

## Leben
Er war der Sohn eines Steinschneiders und Metallgraveurs. 1816 kam er als Münzzögling zu Münzrat Dieze nach Mannheim, wo er 1820 Münzpraktikant und 1824 Münzwardein wurde. Nach dem Tode Diezes wurde ihm 1824 die Leitung der Münzstätte übertragen. 1826 wurde die Münzstätte von Mannheim in den von Friedrich Weinbrenner entworfenen Münzbau nach Karlsruhe verlegt. Dort heiratete Kachel 1828 die Tochter des Baurats Fischer und wurde 1836 zum Münzrat ernannt. Zu seinen Tätigkeiten zählte nicht nur die Herstellung der badischen Münzen, er wurde auch mit der Gestaltung der ersten badischen Briefmarken betraut. 1871 erhielt er den Titel eines Geheimrats. Nach 50 Jahren der Leitung der badischen Münzstätte trat er 1874 in den Ruhestand.
Neben seiner beruflichen Tätigkeit gehörte Kachel zahlreichen Vereinen an, so auch dem badischen Kunstverein, den er von 1846 ab für 20 Jahre als Präsident leitete.
Kachel wurde 1841 mit dem Ritterkreuz, 1864 mit dem Kommandeurkreuz vom Zähringer Löwenorden und 1874 mit dem Stern zum Zähringer Löwenorden ausgezeichnet.
Seine Söhne waren Ludwig Kachel, ein Historienmaler, und Gustav Kachel, Architekt und Direktor der Kunstgewerbeschule Karlsruhe. Letzterer war mit Louise Kachel-Bender verheiratet, also seine Schwiegertochter. Seine Tochter Alice war mit dem Maler Karl Roux verheiratet.